# Kensley Reece
Alva Kensley Reece (nascido em 26 de junho de 1945) é um ex-ciclista olímpico barbadense. Representou sua nação nos Jogos Olímpicos de Verão de 1968 e Munique 1972.